# Opočka
Opočka (rusky Опочка) je město v Pskovské oblasti v Ruské federaci. Při sčítání lidu v roce 2010 měla 11 603 obyvatel.

## Poloha
Opočka leží na řece Veliké, největším přítoku Čudsko-pskovského jezera. Od Pskova, správního střediska celé oblasti, je vzdálena zhruba 130 kilometrů na jih.

### Doprava
Přes Opočku vede dálnice M20 z Petrohradu do Něvelu a dál přes Bělorusko na Ukrajinu do Kyjeva a Oděsy.
Nejbližší železniční stanice je u města Pustošky přibližně šedesát kilometrů na jihovýchod na trati z Moskvy do Rigy.

## Dějiny
Za druhé světové války byla Opočka 8. července 1941 obsazena německou armádou a 15. července 1944 dobyta zpět jednotkami 2. pobaltského frontu Rudé armády.